# Spying Through a Keyhole
| Оценки критиков | Оценки критиков |
| Источник        | Оценка          |
| --------------- | --------------- |
| Pitchfork       | 7.0/10          |

Spying Through a Keyhole — бокс-сет британского рок-музыканта Дэвида Боуи, выпущенный в апреле 2019 года. В издание входят четыре 7-дюймовых виниловых пластинки, содержащие девять песен, написанных и исполненных Боуи в 1968 году, в период, когда он сочинял материал для альбома Space Oddity (1969). Все песни компиляции представлены в демонстрационном качестве и моно-формате.

## История
Анонсированный в январе 2019 года бокс-сет был выпущен к 50-летию альбома Space Oddity (1969). Название взято из одной из невыпускавшихся ранее песен под названием «Love Is All Around». Некоторые песни сборника («London Bye, Ta-Ta», «In The Heat of the Morning» и «Space Oddity») выпускались ранее, но в ином виде. Краткий отрывок из «Space Oddity» считается первой демозаписью этой песни, зафиксированной Боуи на аудио. В конверте бокс-сета представлены ранние фотографии Боуи, в том числе фотография, сделанная в квартире его друга (и продюсера многих его альбомов) Тони Висконти в 1968 году. Релиз бокс-сета на стриминговых сервисах, таких как Spotify, состоялся 21 июня 2019 года.
В примечаниях на обложке бокс-сета отмечается, что все треки, кроме «Space Oddity», были записаны в период с января по февраль 1968 года, как раз перед студийной сессией песен «In The Heat of the Morning» и «London Bye, Ta-Ta» — в марте 1968 года. Предполагается, что два демо «Space Oddity» были записаны в ноябре, когда песня уже была полностью сочинена.

## Список композиций
Слова и музыка всех песен — Дэвид Боуи.
| №                   | Название                                                                                     | Длительность |
| ------------------- | -------------------------------------------------------------------------------------------- | ------------ |
| 1.                  | «Mother Grey» (демоверсия)                                                                   | 2:59         |
| 2.                  | «In the Heat of the Morning» (демоверсия)                                                    | 3:04         |
| 3.                  | «Goodbye 3d (Threepenny) Joe» (демоверсия)                                                   | 3:20         |
| 4.                  | «Love All Around» (демоверсия)                                                               | 2:51         |
| 5.                  | «London Bye, Ta-Ta» (демоверсия)                                                             | 3:31         |
| 6.                  | «Angel, Angel, Grubby Face» (демоверсия #1)                                                  | 2:34         |
| 7.                  | «Angel, Angel, Grubby Face» (демоверсия #2)                                                  | 2:36         |
| 8.                  | «Space Oddity» (демонстрационный отрывок)                                                    | 2:41         |
| 9.                  | «Space Oddity» (демоверсия – альтернативный текст [совместно с Джоном 'Хатчем' Хатчинсоном]) | 4:05         |
| Общая длительность: | Общая длительность:                                                                          | 27:12        |

## Чарты
| Чарт (2019)                       | Высшая позиция |
| --------------------------------- | -------------- |
| French Albums (SNEP)              | 118            |
| Шотландия (Scottish Albums Chart) | 15             |
| Великобритания (UK Albums Chart)  | 55             |